# Chlorose
Pour l’article homonyme, voir Chlorose (médecine).

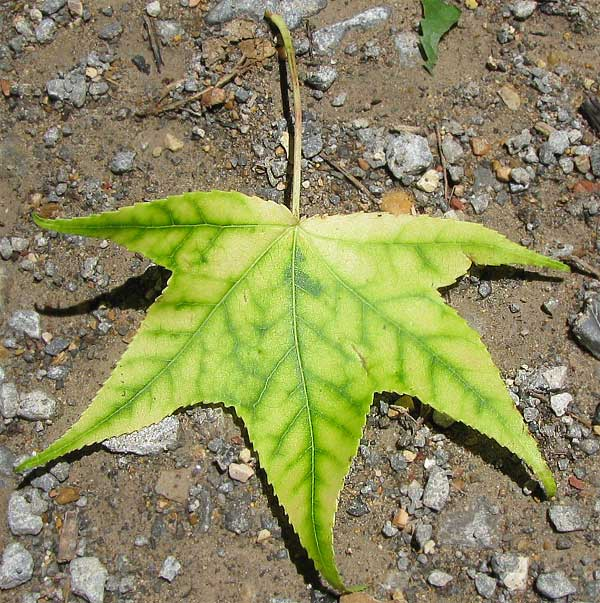
Feuille de liquidambar atteinte de chlorose internervaire.

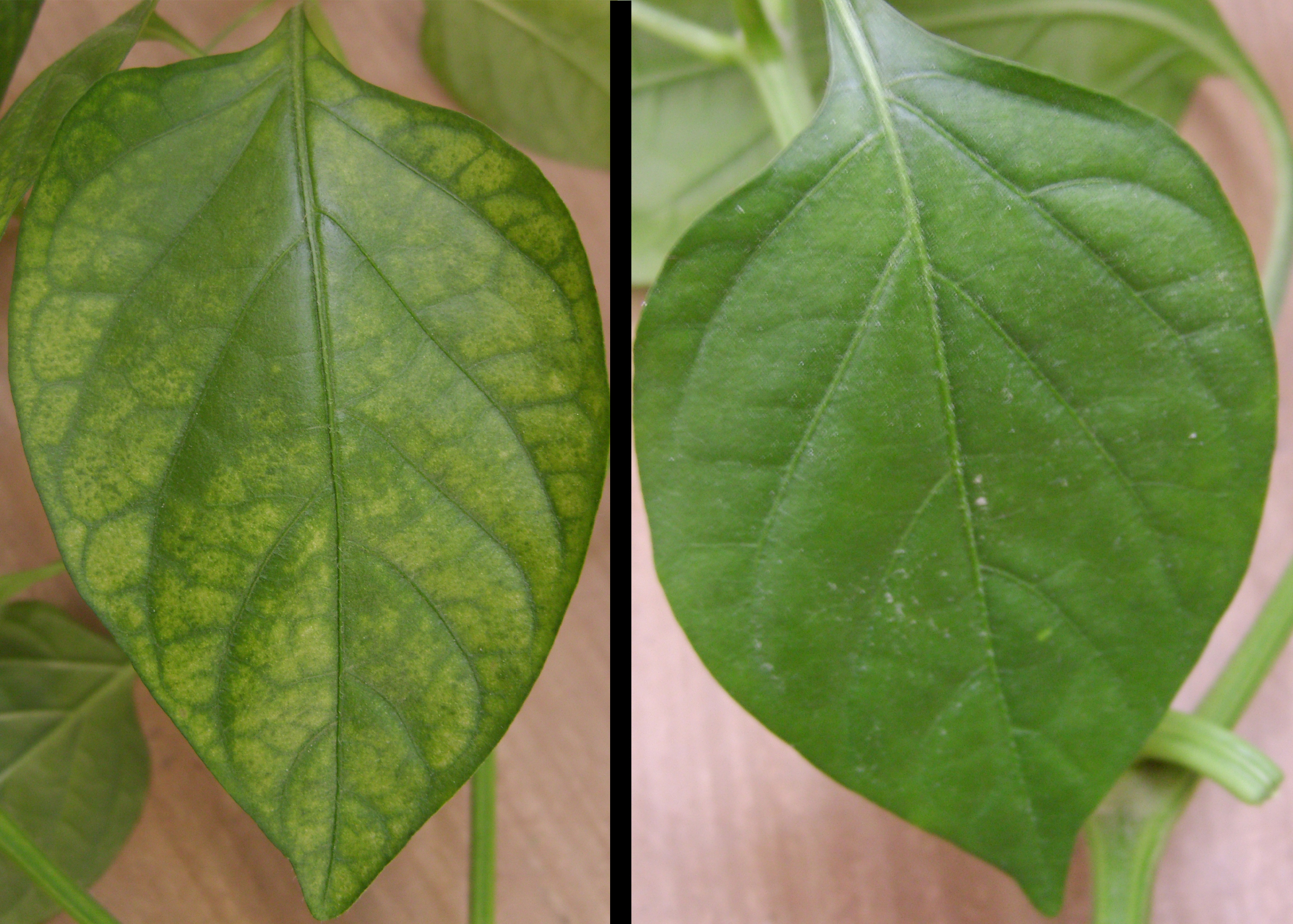
Chlorose d’une feuille Capsicum annuum (à gauche) et feuille saine (à droite).

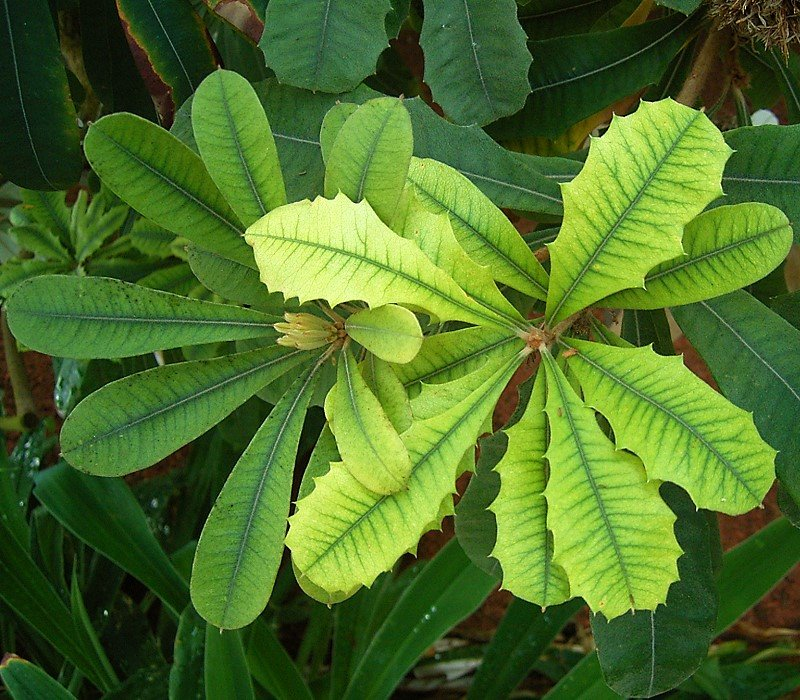
Chlorose de Banksia integrifolia indiquant une déficience en fer.

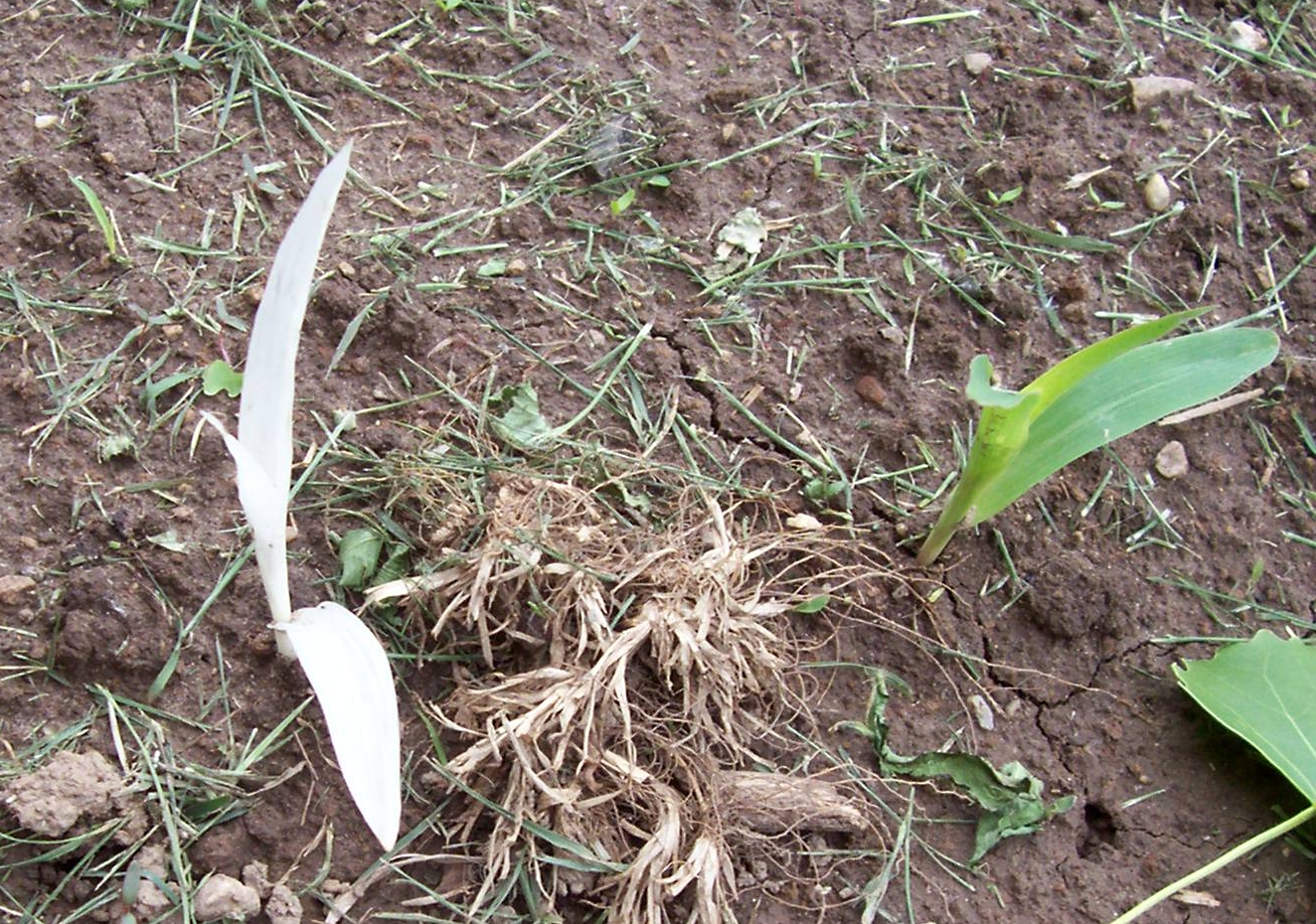
Chlorose sévère du maïs.

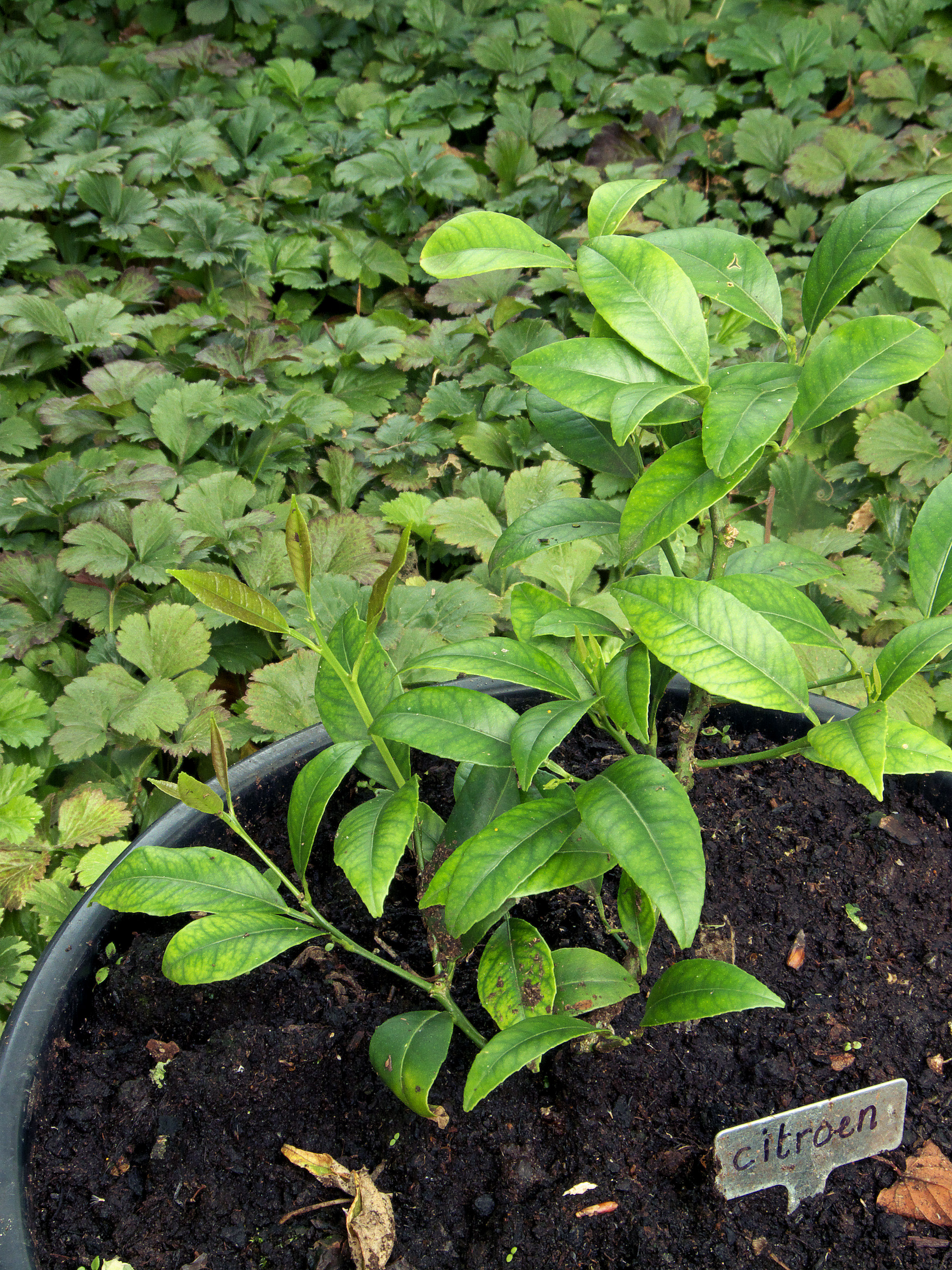
Chlorose de Citrus × limon.

La chlorose des végétaux est une décoloration plus ou moins prononcée des feuilles, due à un manque de chlorophylle (qui permet la photosynthèse et qui donne aux feuilles leur couleur verte). 

## Étymologie
Le terme est construit à partir du grec χλωρός / khlōrós, « vert clair, vert jaunâtre ». Il est employé pour décrire une affection de la vigne à partir de 1880.

## Description

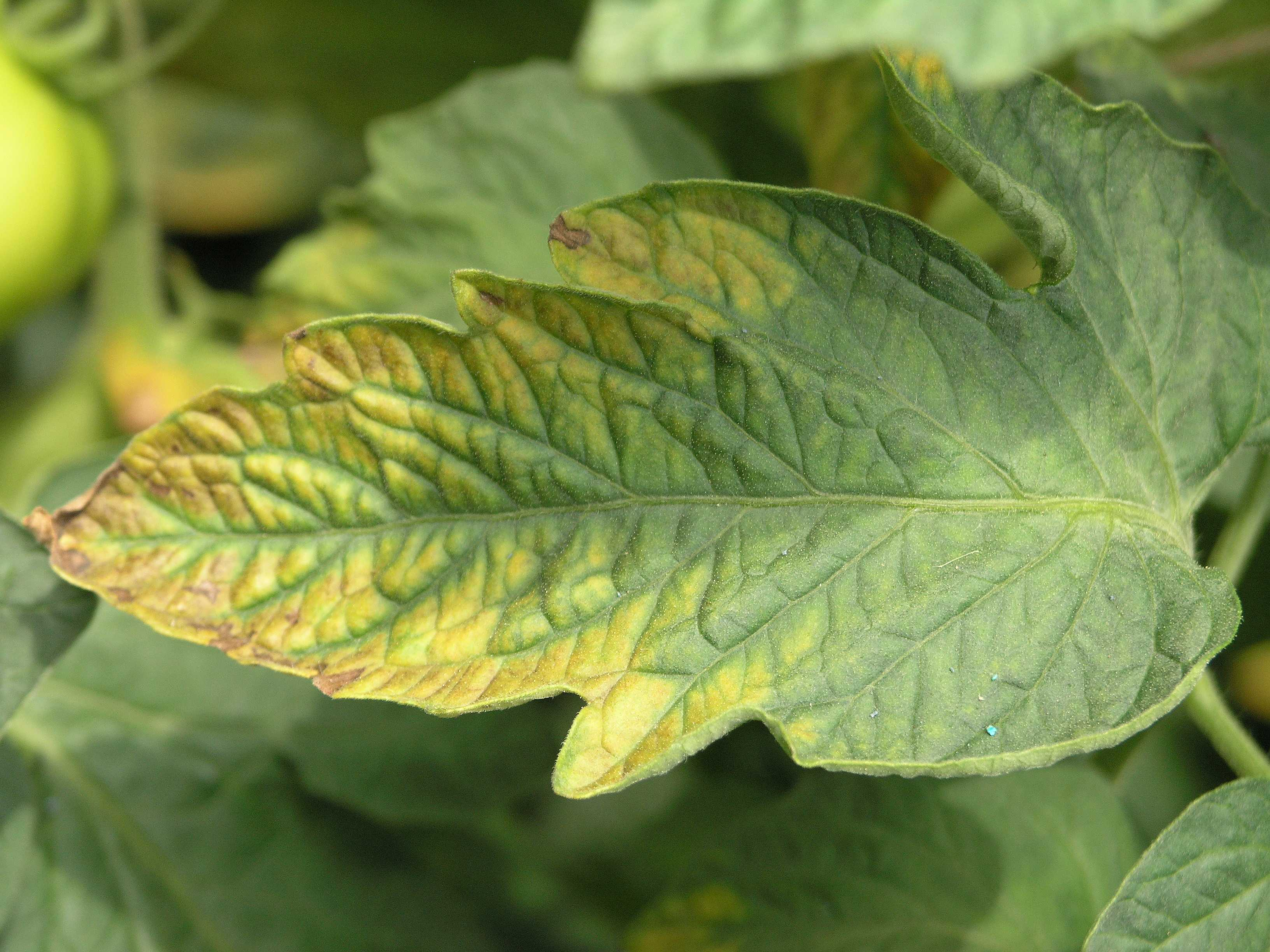
Chlorose marginale : la coloration brune révèle la présence des caroténoïdes, la jaune celle des xanthophylles.

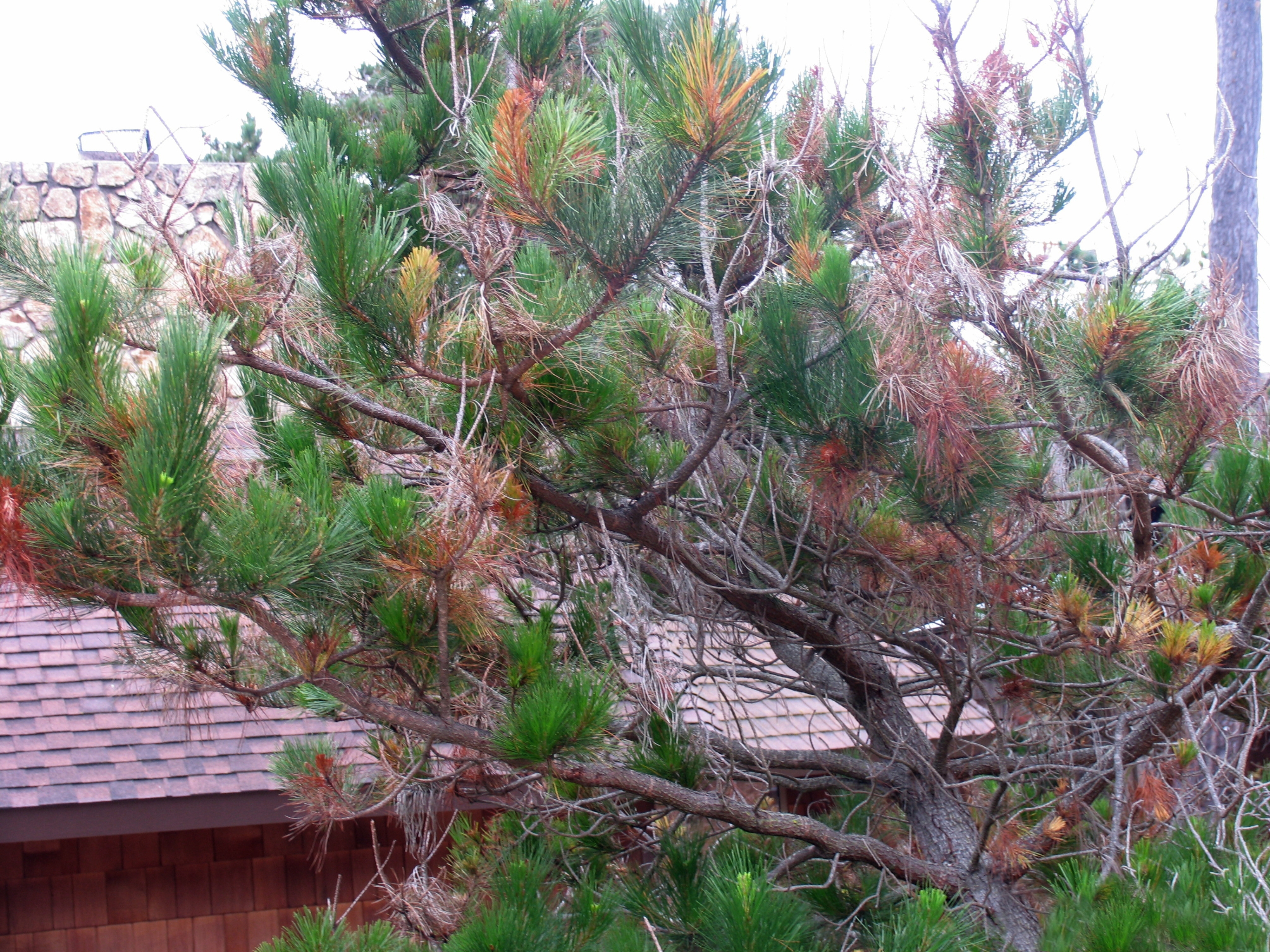
Un des symptômes du chancre résineux du pin est la chlorose des aiguilles.

La décoloration, dans le cas de la carence en fer, va du vert pâle au blanc-jaunâtre, en fonction de la gravité. Elle apparaît en cours de végétation (cycle végétatif), sur les feuilles les plus jeunes, au fur et à mesure de leur pousse. Les nervures principales restent relativement vertes alors que le limbe foliaire est uniformément décoloré, parfois une chlorose marginale se forme dans la partie apicale de la feuille. Il arrive quelquefois que cette décoloration s’estompe, avec l'apparition de la chaleur saisonnière. La décoloration peut affecter les vieilles feuilles en premier comme dans les cas de carences en azote, phosphore, potassium et magnésium. Pour la vigne, le maximum de symptômes apparaît lors de la floraison. Après le jaunissement  voire blanchiment du limbe, le dessèchement du limbe entre les nervures peut aller jusqu'à la nécrose complète de la feuille (stade cottis). Les jeunes feuilles sont atteintes les premières et, la répartition dans la parcelle peut ne pas être identique.
Un autre type de chlorose s'observe lors de refroidissements brusques ou d'attaque par des polluants atmosphériques d'origine photo-chimique qui détruisent les cellules sous-épidermiques : l'épiderme séparé des assises du mésophylle donne un aspect bronzé ou argenté.
La diminution de la concentration en chlorophylle des feuilles conduit à moins d'absorption de l'énergie lumineuse dans le rouge (Cf. lumière perçue comme rouge de 620 à 750 nm) ; les chlorophylles absorbent dans le rouge (rayonnement photosynthétiquement actif à 680 et 700 nm) et dans le bleu (non photosynthétiquement actif) d'où une teinte plus pâle et jaune-verdâtre au lieu d'un vert franc.

## Viticulture et arboriculture
En viticulture, la chlorose de la vigne (Vitis vinifera L.) s’explique en partie par la crise du phylloxéra qui a nécessité la greffe de plants de vigne européenne, Vitis vinifera sur des porte-greffes américains, Vitis riparia, Vitis rupestris ou Vitis berlandieri, certes résistants au phylloxéra mais moins adaptés aux sols calcaires idéaux pour des vins de qualité.
Des hybrides de Vitis vinifera et Vitis berlandieri ont été mis au point pour créer un plant suffisamment résistant au phylloxéra et suffisamment adapté aux sols calcaires.

### Causes
Le fer, le magnésium, l'azote, le manganèse ou le zinc sont autant d’éléments indispensables à la synthèse de la chlorophylle. Le déficit de ce pigment assimilateur peut s'expliquer par une carence en un ou plusieurs de ces éléments dans le sol (carence vraie).
Les autres causes possibles sont un déficit en nitrates, un pH du sol inadéquat à la plante, un drainage insuffisant du sol (les racines noyées sont incapables d’absorber les minéraux dans un sol hydromorphe) ou au contraire un déficit en eau (flétrissement), un déficit en lumière (étiolement) ou au contraire un excès, une aération du sol insuffisante, un taux de calcaire actif inadéquat ou une teneur élevée en bicarbonate du sol (carence induite par la qualité du sol), un problème d'absorption : des racines endommagées ou trop compactées dans leur pot ou encore par l’usage d’herbicides pour les adventices qui affectent aussi les « bonnes » plantes, dans un jardin (carence physiologique). Enfin la décoloration peut être provoquée par des polluants : pesticides, herbicides,

### Types de sol

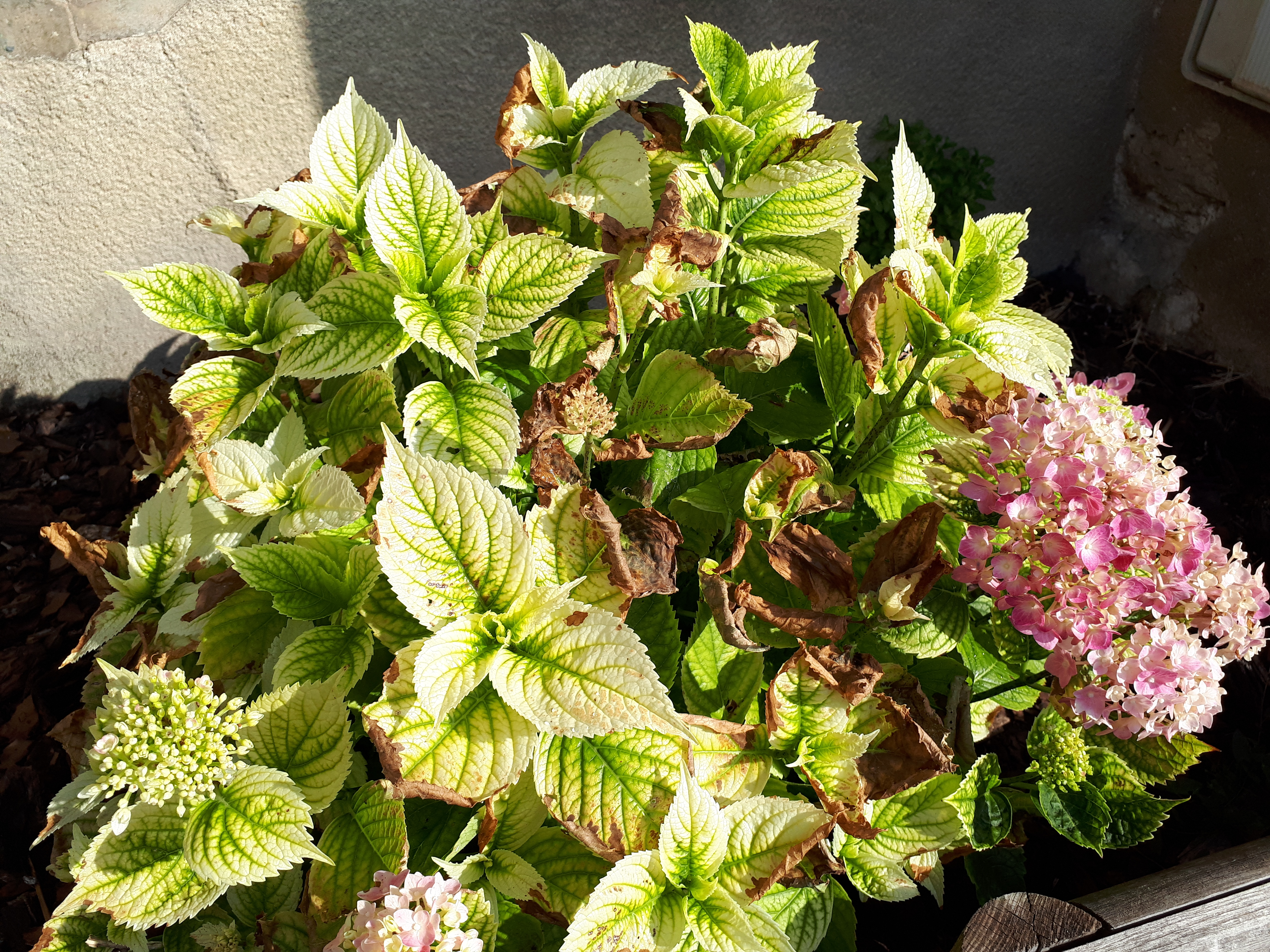
Chlorose des feuilles de l'hortensia par manque de fer.

Le carbonate de calcium est soluble dans l’eau et peut parfois constituer une gêne à la croissance de certains végétaux. Par ailleurs, la teneur en calcium de la solution d’un sol n’est pas toujours maximale. C’est du calcaire actif que dépend le comportement des plantes. Certaines plantes, calcifuges, ne peuvent pas limiter l’action excessive du calcium dans leurs cellules sur sols riches en carbonate. Les plantes calcicoles ne parviennent pas à retenir le calcium nécessaire à leur croissance dans les sols acides.

### Indice de pouvoir chlorosant
L’indice de pouvoir chlorosant (IPC) est un indice calculé pour les cultures pérennes sensibles à la chlorose ferrique en sols calcaires (vigne, arbres fruitiers). L’IPC est un ratio entre le calcaire actif et le Fer assimilable : l’IPC varie de 0 (risque de chlorose nul) à plus de 100 (risque de chlorose très élevé) et permet de choisir un porte-greffe adapté au risque de chlorose.

### Conséquences
Si le phénomène n'est pas estompé, toutes les plantes d'un champ (domaine agricole) flétriront, ce qui induit une perte économique pour l'agriculteur. En ajoutant qu'une maigre connaissance de la physiologie végétale pourrait pousser l'agriculteur à ajouter des engrais ou autres de façon excessive, qui peut conduire à l'eutrophisation des lacs à proximité et pollution de la nappe phréatique.

### Traitement
Le traitement de la chlorose dépend de la cause : la compaction du sol, un mauvais drainage, la moindre croissance des racines, l'aération, les pratiques culturales, etc. Les carences nutritionnelles peuvent être traitées de plusieurs manières. Le remède conseillé est l'application de fer chélaté qui met à disposition de la plante du fer assimilable, soit par voie racinaire, soit par voie foliaire. Les applications foliaires de nutriments peuvent corriger le problème un certain temps mais ne traitent que les feuilles présentes lors de l'application, des traitements renouvelés sont nécessaires pour maintenir le feuillage vert. Une application sur le tronc peut être efficace quelques années mais la réponse de la plante est légèrement décalée car il faut que les nutriments parviennent. il existe plusieurs façons d'appliquer le traitement : en perçant des trous proportionnellement au diamètre du tronc et en fixant de petits conteneurs. Après l'absorption, les trous sont bouchés. Des capsules plastiques, martelées sont aussi utilisées.
Le traitement du sol se réalise après analyse de celui-ci notamment pour déterminer le pH et la disponibilité des éléments nutritifs. Le pH peut être corrigé avec du soufre.
Les premières plantes touchées par la chlorose dans un aquarium sont généralement les plantes à pousse rapides comme Cabomba sp. La carence en manganèse provoque un jaunissement des feuilles entre les nervures. Le manganèse peut être présent dans l'eau sans que la plante puisse suffisamment l'assimiler, préférant le fer. L’excès de fer ou de potassium bloque l’assimilation du manganèse. Un engrais polyvalent serait alors préférable à un engrais ferreux, ceci implique également des changements d'eau afin d'éliminer le surplus de minéraux (fer ou potassium) puis d’ajouter l’engrais liquide polyvalent (ou de retirer les éventuels cailloux calcaires de l’aquarium). La stabilité du pH et du gaz carbonique prévient une grande partie des maladies des plantes aquatiques[réf. nécessaire].

## Chez l'homme et les animaux
Chez l'homme et les animaux, la chlorose (médecine), - morbus virgineus  - une décoloration de l'épiderme (qui vire au blanc-verdâtre) ou des muqueuses, due au manque de fer. La couleur rouge est donnée au sang par l'hème, dont le « centre » est un atome de fer.
Il y a  similitude de cause des chloroses animales et végétales : la chlorophylle est une molécule de type chélate dont le « centre » est un atome de magnésium et « l'ouvrier principal de fabrication » est le fer ; l’hème du sang (qui donne leur couleur aux globules rouges), est une molécule de type chélate dont le « centre » est un atome de fer et « l'ouvrier principal de fabrication » est le magnésium.